# Equipamento de pesca

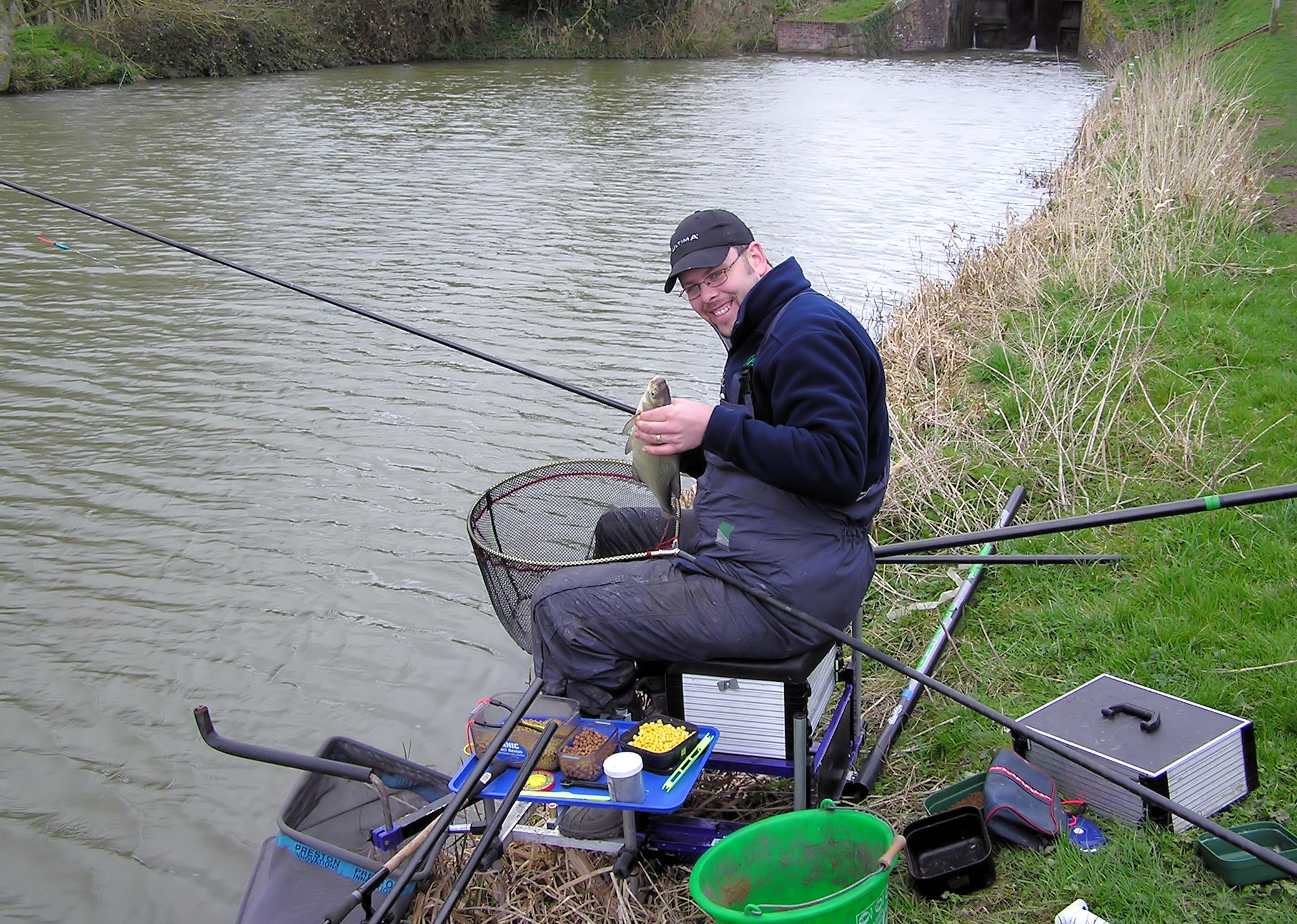
Um pescador e seus equipamentos de pesca

O equipamento de pesca é o equipamento utilizado pelos pescadores durante a pesca. Quase qualquer equipamento ou ferramenta usado para a pesca pode ser chamado de equipamento de pesca. Alguns exemplos são anzóis, linhas, chumbadas, boias, varas, molinetes, iscas artificiais, iscas naturais, lanças, redes, arpões, armadilhas, ganchos e galochas.